# Crónica da Terceira

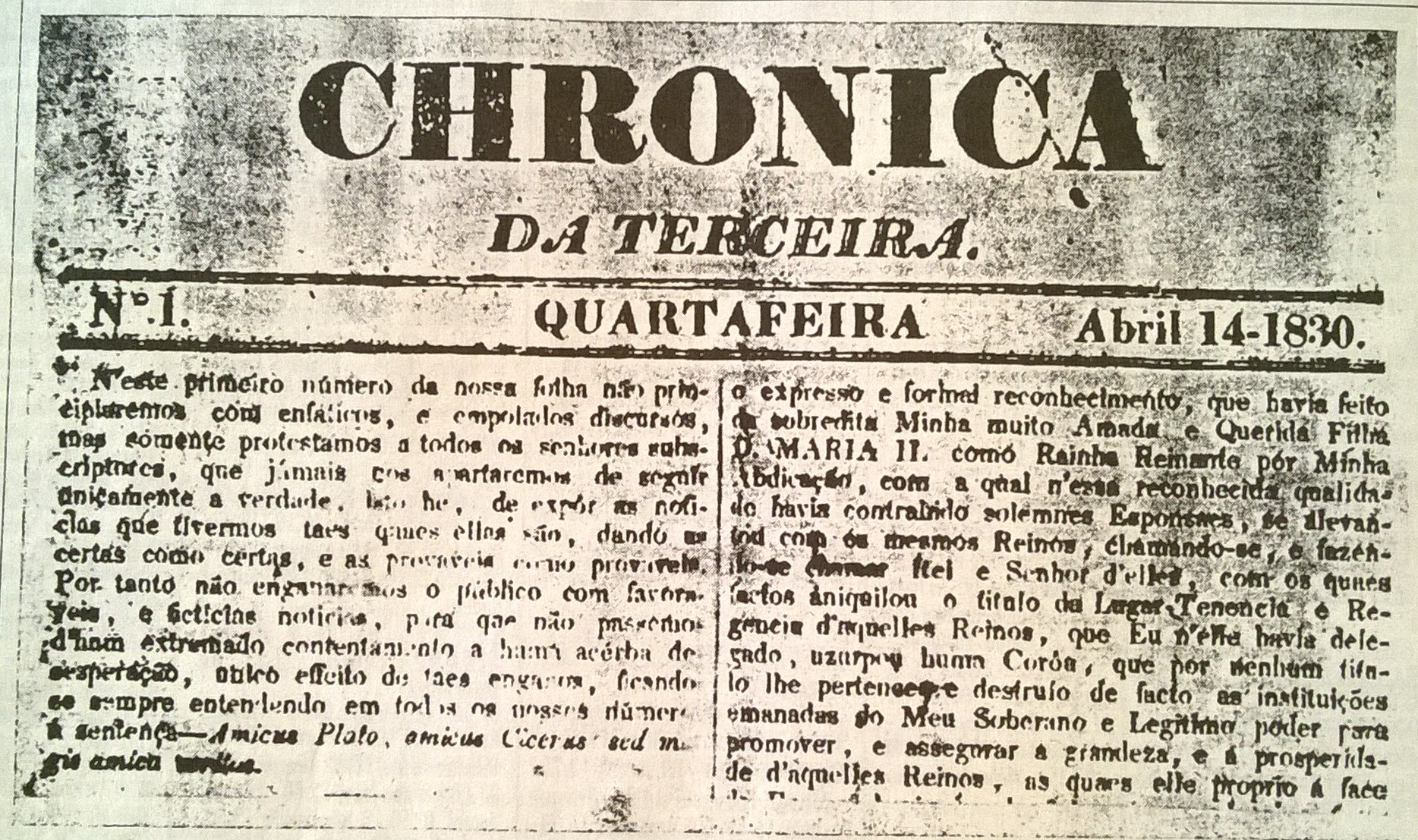
Cabeçalho da primeira página do primeiro exemplar da "Chronica da Terceira", com a data de 14 de abril de 1830.

O Chronica da Terceira foi um periódico publicado na cidade de Angra, na Ilha Terceira, nos Açores. No contexto geral da Guerra Civil Portuguesa (1828-1834), de linha constitucionalista, foi o órgão oficial da Regência da Terceira.

## História
Fundado no contexto específico da presença do governo da Regência de Maria II de Portugal na Terceira, é considerado como o primeiro periódico açoriano. A primeira edição, com a data de 14 de Abril de 1830 veio a lume em 17 de Abril.
Inicialmente, foi dirigido por Simão José da Luz Soriano e mais tarde por Elias José de Morais, José Estêvão Coelho de Magalhães e João Eduardo de Abreu Tavares. Divulgava os principais "actos da Regência e primeiras autoridades que em nome da Rainha nos governam". Circulou até março de 1831, tendo vindo à luz 44 números.
Era impresso em um prelo de madeira e bronze e outro material tipográfico (tipos de chumbo) trazido de Londres, na mesma escuna em que embarcaram os primeiros exilados de Plymouth a chegarem à ilha.
As suas primeiras instalações foram nos baixos da casa sequestrada ao fidalgo miguelista e tenente-coronel das milícias de Angra, José Teodósio de Bettencourt Lemos, na rua da Sé.
Posteriormente, com o nome de "Imprensa da Prefeitura" ou "Imprensa do Governo", entre 1832 e 1835 foi transferido para as dependências do antigo Hospital da Boa Nova, sendo o seu compositor o emigrado João de Sousa Ribeiro.